# Les Nouvelles Aventures de Flipper le dauphin (film)
Pour les articles homonymes, voir Les Nouvelles Aventures de Flipper le dauphin, Flipper le dauphin et Flipper (homonymie).
Pour plus de détails, voir Fiche technique et Distribution.
 Les Nouvelles Aventures de Flipper le dauphin est un film américain réalisé par Leon Benson , sorti en 1964.

## Synopsis
Un jeune homme se retrouve seul sur une île inhabitée aux Bahamas.

## Fiche technique
- Titre : Les Nouvelles Aventures de Flipper le dauphin
- Titre original : Flipper's New Adventure
- Réalisation : Leon Benson
- Scénario : Art Arthur, Ivan Tors, Jack Cowden, Art Arthur
- Production : Ivan Tors
- Société de production : Metro-Goldwyn-Mayer
- Société de distribution : Metro-Goldwyn-Mayer
- Musique : Henry Vars
- Photographie : Lamar Boren
- Montage :
- Direction artistique :
- Décorateur de plateau :
- Costumes :
- Pays d'origine :  États-Unis
- Genre : drame
- Format : Couleurs (Technicolor) - 35 mm - 1,85:1 - Son : Mono (Westrex Recording System)
- Durée : 94 minutes
- Dates de sortie :  États-Unis : 1964

## Distribution
- Luke Halpin : Sandy Ricks
- Pamela Franklin : Penny Hopewell
- Tom Helmore : Sir Halsey Hopewell
- Brian Kelly : Porter Ricks
- Helen Cherry : Julia Hopewell
- Francesca Annis : Gwen Hopewell
- Lloyd Battista : Gil Bates
- Joe Higgins : L.C. Porett